# IC 4030
IC 4030 ist eine Linsenförmige Galaxie vom Hubble-Typ S0 im Sternbild Coma Berenices am Nordsternhimmel. Sie ist schätzungsweise 313 Millionen Lichtjahre von der Milchstraße entfernt und hat einen Durchmesser von etwa 35.000 Lichtjahren. Die Galaxie gilt als Mitglied des Coma-Galaxienhaufens Abell 1656.

Im selben Himmelsareal befinden sich u. a. die Galaxien NGC 4894, NGC 4898, IC 4033, IC 4042.
Das Objekt wurde am 9. Mai 1896 von Hermann Kobold entdeckt.